# Recopa de la AFC 2000-01
La Recopa de la AFC 2000/01 es la undécima edición de este torneo de fútbol a nivel de clubes de Asia organizado por la AFC y que contó con la participación de 24 equipos campeones de copa de sus respectivos países, 2 equipos más que en la edición anterior.
El Al-Shabab de Arabia Saudita venció al Dalian Shide de China en la final disputada en Jeddah, Arabia Saudita para ganar el título por primera ocasión.

## Primera Ronda

### Asia Occidental
| Equipo 1            | Agr.     | Equipo 2         | Ida | Vuelta |
| ------------------- | -------- | ---------------- | --- | ------ |
| Al-Wahda            | 1-10     | Hutteen          | 1-5 | 0-5    |
| Shja'eya Union      | 3-4      | Al Wahdat        | 2-1 | 1-3    |
| Al Safa             | (w/o)1   | Al Arabi         |     |        |
| Al-Sadd             | 4-4 (v.) | Al-Talaba        | 1-1 | 3-3    |
| Al Wahda            | 3-6      | Esteghlal        | 3-2 | 0-4    |
| SOPFK Kairat Almaty | 3-1      | Regar-TadAZ      | 2-0 | 1-1    |
| Nebitchi Balkanabat | 7-5      | Dinamo Samarkand | 4-3 | 3-2    |

1 Al Safa abandonó el torneo

### Asia Oriental
| Equipo 1        | Agr. | Equipo 2      | Ida | Vuelta |
| --------------- | ---- | ------------- | --- | ------ |
| Cang Sai Gon    | 2-0  | SAF FC        | 0-0 | 2-0    |
| BEC Tero Sasana | 7-1  | KRL           | 1-1 | 6-0    |
| Dalian Shide    | 9-1  | Club Valencia | 8-0 | 1-1    |

## Segunda Ronda

### Asia Occidental
| Equipo 1            | Agr. | Equipo 2            | Ida | Vuelta |
| ------------------- | ---- | ------------------- | --- | ------ |
| Hutteen             | 1-2  | Al-Shabab           | 1-0 | 0-2    |
| Al Sadd             | 1-3  | Esteghlal           | 0-1 | 1-2    |
| Al Wahdat           | 2-1  | Al Arabi            | 2-1 | 0-0    |
| Nebitchi Balkanabat | 2-3  | SOPFK Kairat Almaty | 1-0 | 1-3    |

### Asia Oriental
| Equipo 1             | Agr. | Equipo 2              | Ida | Vuelta |
| -------------------- | ---- | --------------------- | --- | ------ |
| Dalian Shide         | 2-1  | Seongnam Ilhwa Chunma | 2-0 | 0-1    |
| Pupuk Kaltim         | 1-5  | BEC Tero Sasana       | 0-1 | 1-4    |
| Cang Sai Gon         | 0-6  | Shimizu S-Pulse       | 0-2 | 0-4    |
| Nagoya Grampus Eight | 6-1  | Happy Valley          | 3-1 | 3-0    |

## Cuartos de final

### Asia Occidental
| Equipo 1            | Agr. | Equipo 2  | Ida | Vuelta |
| ------------------- | ---- | --------- | --- | ------ |
| Al-Shabab           | 3-2  | Al Wahdat | 2-2 | 1-0    |
| SOPFK Kairat Almaty | 0-3  | Esteghlal | 0-0 | 0-3    |

### Asia Oriental
| Equipo 1        | Agr.     | Equipo 2             | Ida | Vuelta |
| --------------- | -------- | -------------------- | --- | ------ |
| Dalian Shide    | 1-1 (v.) | Nagoya Grampus Eight | 0-0 | 1-1    |
| BEC Tero Sasana | 3-5      | Shimizu S-Pulse      | 2-2 | 1-3    |

## Semifinales
Todos los partidos se jugaron en Jeddah, Arabia Saudita.
| 17 de marzo de 2001 | Al-Shabab                                               | 3–2 | Esteghlal                          | Prince Abdullah Al Faisal Stadium, Jeddah, Arabia Saudita |  |
|                     | Al-Owairan 15' (pen.) · Bin Shehan 58' · Al-Dossary 87' |     | Navazi 28' (pen.) · Momenzadeh 60' |                                                           |  |

| 17 de marzo de 2001 | Dalian Shide                        | 3–2 (t. s.) | Shimizu S-Pulse        | Prince Abdullah Al Faisal Stadium, Jeddah, Arabia Saudita |  |
|                     | Orlando 17', 59' · Hao Haidong 109' |             | Ito 18' · Ichikawa 56' |                                                           |  |

## Tercer Lugar
| 19 de marzo de 2001 | Shimizu S-Pulse              | 3–1 | Esteghlal  | Prince Abdullah Al Faisal Stadium, Jeddah, Arabia Saudita |  |
|                     | Koga 19' · Yokoyama 76', 90' |     | Vahedi 34' |                                                           |  |

## Final
| 19 de marzo de 2001 | Al-Shabab                                         | 4–2 | Dalian Shide                   | Prince Abdullah Al Faisal Stadium, Jeddah, Arabia Saudita |  |
|                     | Al Shahrani 24' (pen.) · Ben Shehan 25', 48', 74' |     | Yan Song 27' · Hao Haidong 90' |                                                           |  |

## Campeón
| Recopa de la AFC 2000/01  |
| ------------------------- |
| Bandera de Arabia Saudita |
| Al-Shabab 1.er título     |